# Aspan

Aspan är en by cirka 13 km söder om Ytterhogdal, på norra stranden av Ljusnan utmed E45 i Härjedalens kommun.
Aspan har cirka 20 invånare.